# MYM엔터테인먼트
MYM 엔터테인먼트(영어: MYM ENTERTAINMENT)는 대한민국의 연예 기획사이다.

## 현재 소속 연예인
- 이민호
- 임수정
- 강민지
- 김민

## MYM 제작 드라마
- '별들에게 물어봐' (키이스트, MYM엔터테인먼트 공동제작)
- '파인:촌뜨기들' (SLL, 플레이그램, 포엔터테인먼트, 흥부네박씨네, 와이웍스엔터테인먼트, MYM엔터테인먼트 공동제작)

## MYM 제작 영화
- '전지적 독자 시점' (리얼라이즈픽쳐스, 스마일게이트리얼라이즈, 더프레젠트컴퍼니, MYM엔터테인먼트 공동제작)